# Pistolet Union à canon de 101 mm
Die Pistolet Union à canon de 101 mm der Marke „UNION“ ist eine Selbstladepistole des französischen Waffenherstellers Marcel Seytres. Sie hat als auffälligstes Ausstattungsmerkmal ein sogenanntes „Hufeisenmagazin“, das der Pistole ein unverwechselbares Aussehen verleiht.

## Vorgeschichte

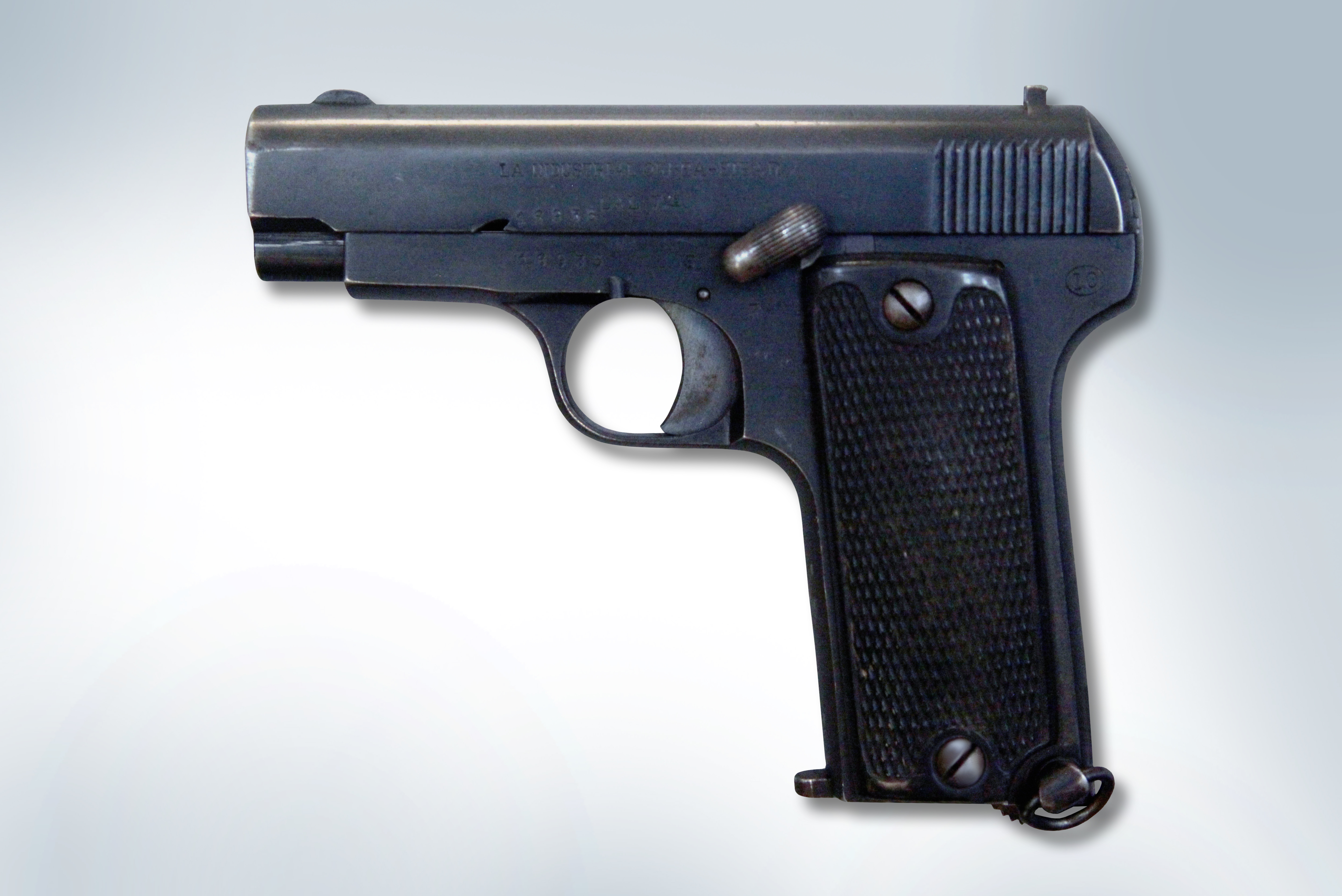
Rubypistole
Kaliber 7,65 mm

Vorläufer der Selbstladepistolen von Seytres war die Rubypistole, die vor und während des Ersten Weltkrieges als vereinfachter Nachbau des Modells Browning M1903 in Spanien gefertigt wurde. Die Rubypistolen wurden von der französischen Armee in großem Umfang im Ersten Weltkrieg verwendet und wurden von den Militärs gegenüber den seinerzeit verbreiteten Revolvern bevorzugt. Sie galten als relativ zuverlässig und vor allem schnell nachladbar. Die Qualität der spanischen Modelle nach Art der Rubypistolen schwankte auf Grund von Fertigungsmängeln und der verwendeten Stahlsorten stark.

## Unternehmensgeschichte

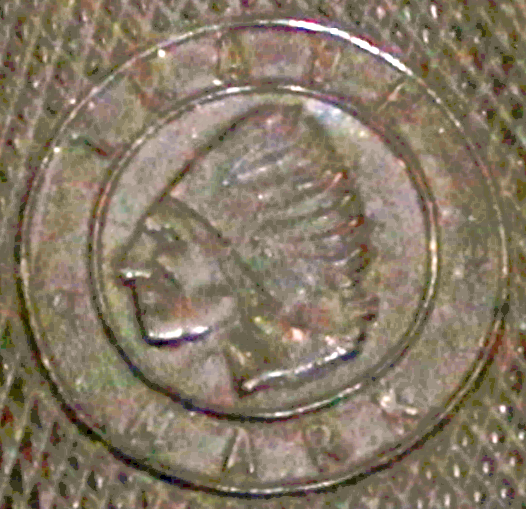
UNION-Logo
Marcel Seytres
St. Etienne

Nach dem Ersten Weltkrieg entstand in Frankreich ein wachsender Bedarf an modernen Pistolen. Der aus Marseille stammende Büchsenmacher Marcel Seytres ergriff die Chance, seine Nachbauten von spanischen Pistolen in guter Qualität zu entwickeln und mit Verwendung von hochwertigem Stahl in Frankreich zu produzieren. Er errichtete in St. Etienne eine Waffenmanufaktur, um sowohl den privaten Sektor zu bedienen als auch um an die französischen Beschaffungsbehörden mit Schwerpunkt beim Militär zu liefern. Die Serienfertigung der ersten Handfeuerwaffen von Seytres begann um 1925 in seiner Werkstatt an der Rue Denis-Papin Nr. 17 in St. Etienne. Es wurden Pistolenmodelle hergestellt, die Ähnlichkeiten mit den Modellen FN 1905 und Browning 1908 sowie mit der spanischen Unique Modèle 10 hatten und mit patentierten Erfindungen von Seytres verbessert waren. Die Produktionserweiterungen von Seytres für die Fabrikation der Pistolen wurden durch den Umstand erleichtert, dass er 1929 nach einem Großbrand der Société d’Armes et de Mécanique générale de Louhans (SAMG) neben anderem Personal die erfahrenen spanischstämmigen Waffentechniker Larena für die Produktionsleitung und Etchebum für die Waffenmontage von der vormaligen Produktion der Rubypistolen bei SAMG in St. Etienne einstellen konnte. Die Fertigungskapazität erlaubte die Herstellung von täglich rund 50 Pistolen, die im Zivilmarkt sowie bei Sicherheitskräften und Behörden guten Absatz fanden. Die Produktion von Seytres endete 1939.

## Modellgeschichte

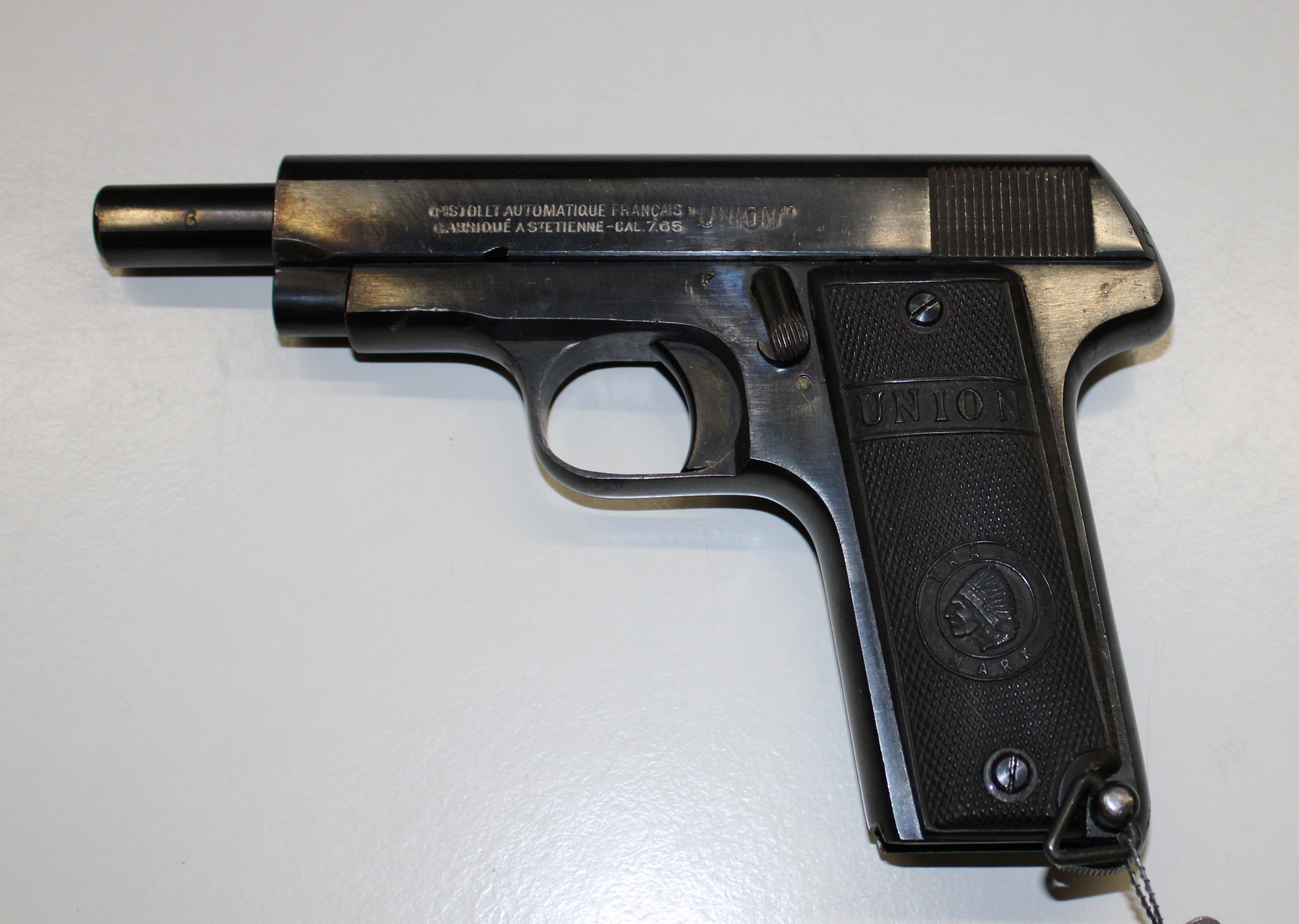
Pistolet Union à canon de 101 mm

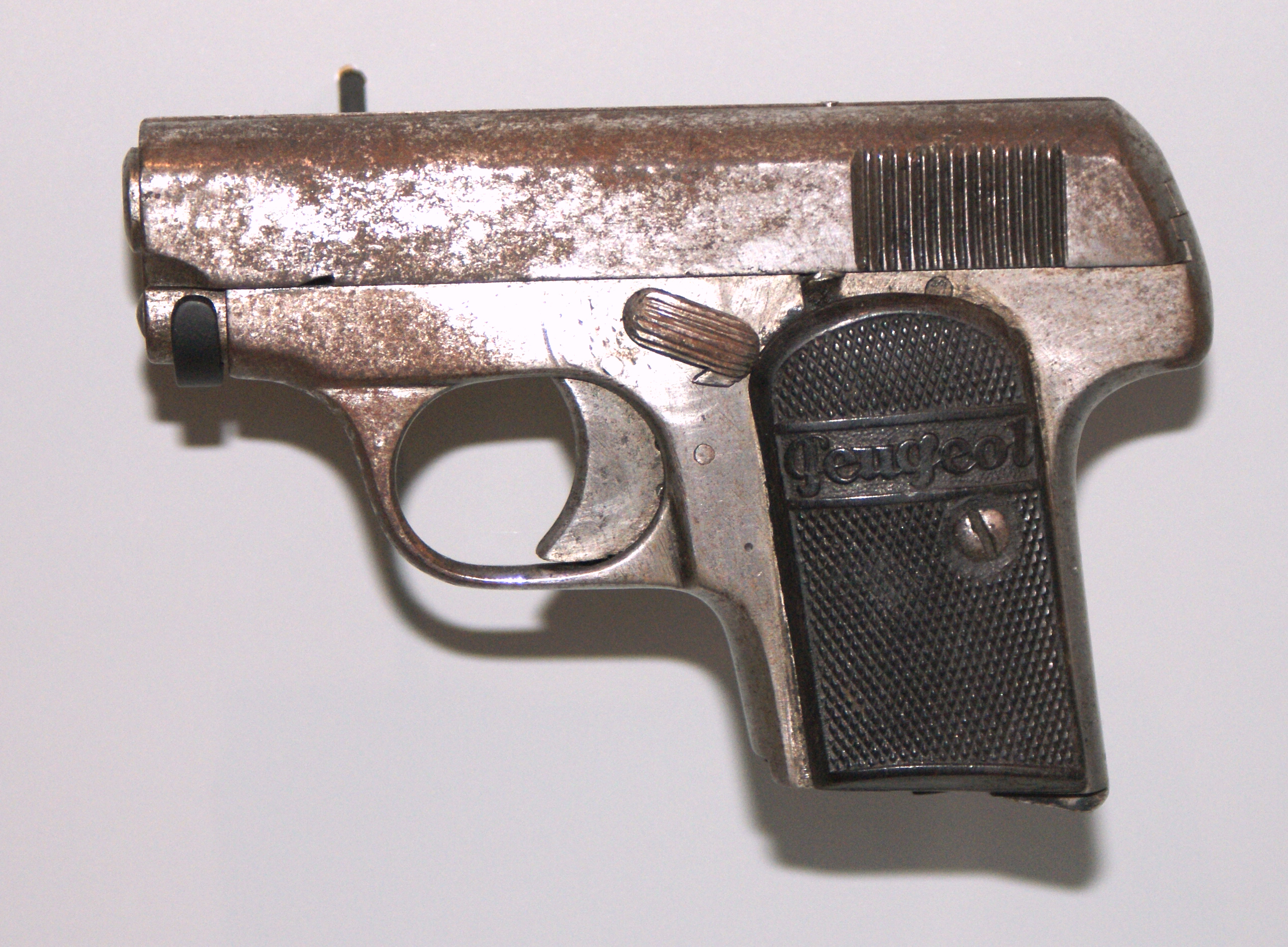
Pistole Peugeot
Kaliber 6,35 mm

Die Modelle wurde mit den Markenbezeichnungen „UNION“ und in geringem Umfang mit „UNION FRANCE“ gekennzeichnet. Die Markenbezeichnung „UNION“ ist auf dem Schlitten bei der Kaliberangabe mit dem Herkunftsort St. Etienne eingeschlagen. „UNION“ findet sich auch auf den Griffstücken der Pistolen; dort ist weiterhin ein rundes Logo sichtbar, welches einen Indianerhäuptling mit Federschmuck darstellt, der von einem zweireihigen Rand mit dem Schriftzug „TRADE – MARK“ umgeben ist.
Die ersten Pistolen hatten ein sechsschüssiges Magazin, was der Kapazität von Revolvern entsprach. Mit Verlängerung des Pistolengriffs konnte Marcel Seytres Modelle mit neunschüssigen Magazinen anbieten, die einen gewissen kommerziellen Erfolg hatten und unter verschiedenen Markennamen mehrerer bekannter französischer Waffenhersteller verkauft wurden. Darunter waren auch Peugeot und der französische Jagdwaffenhersteller Verney-Caron, wo die Modelle für gut genug befunden wurden, um sie unter eigener Hausmarke als „Vercar“ zu vertreiben. Die Banque de France erhielt Pistolen, die an der eingeschlagenen Kennzeichnung „B.F.“ (Banque Française) erkennbar sind. Die Pariser Polizei hatte Pistolen mit der Markierung „P de P“ (Police de Paris). Für die Shanghaier Polizei wurden die Pistolen in China angeboten; zur Einführung kam es allerdings dort nicht. Im August 1931 wurden zwei Selbstladepistolenmodelle von Seytres im Kaliber 7,62 mm mit jeweils 81 mm und 101 mm Lauflänge durch das E.T.V.S (Etablissement Technique de Versailles), die Beschaffungsbehörde der französischen Streitkräfte für Handwaffen, geprüft. Die Prüfungen verliefen nicht zufriedenstellend und die französische Armee entschied sich gegen eine Beschaffung.
Zur weiteren Vergrößerung der Magazinkapazität entwickelte Marcel Seytres zunächst ein gerades 25-Schuss-Magazin, welches weit über den Griff hinausragte und die Pistolen unhandlich machte. Da die Verlängerung des Magazins bei diesem Modell wegen der Bauweise seiner Modelle mit 7,65-mm-Browning-Gehäuse an Grenzen gestoßen war, entwickelte Marcel Seytres nachfolgend ein gebogenes Magazin mit höherer Kapazität für 35 Schuss. Die originelle Form brachte der Konstruktion später den Beinamen Hufeisenlader ein. Für Seytres Erfindungen wurden mehrere französische Patente zu Sicherungen, Magazinen und weiteren Verbesserungen erteilt. Die Entwicklung zum Patent 704787 war mit einer seitlich gebogenen Hufeisenform ausgestaltet und größer als die erste Konstruktion zum hufeisenförmigen Magazin. Die seitliche Anordnung bewährte sich nicht. Das Modell mit dem mittig angebrachten Hufeisenmagazin wurde nachfolgend in geringem Umfang gefertigt und vertrieben.

## Konstruktion des hufeisenförmigen Magazins
Das Hufeisenladermagazin aus Stahlblech war in der Ebene der Laufachse nach vorne gekrümmt. Eine solide Arretierung sicherte den Halt im Magazinschacht der Pistole. Am vorderen Ende befand sich eine U-förmige Halterung, welche sich unter dem vorderen Gehäuserahmen der Pistole abstützte und so den eingeführten Hufeisenlader in der Längsachse stabilisierte. Die Seiten des Magazins sind für mehrere Sichtfenster langlochförmig durchbrochen, wodurch die Füllung mit Patronen überprüft werden kann. Folgende Zahlenmarkierungen, die in die Oberfläche des Metalls gestanzt sind, erleichtern das Ablesen des Füllstandes: 15, 20, 25, 30, 35. Auf dem unteren Bereich des Hufeisenladermagazins befindet sich der Hinweis auf die französischen Patentangaben: „Breveté SGDG“. Das Magazin wird durch eine Ladehilfe ergänzt, die das Eindrücken der Patronen unter die Magazinlippen erleichtert.

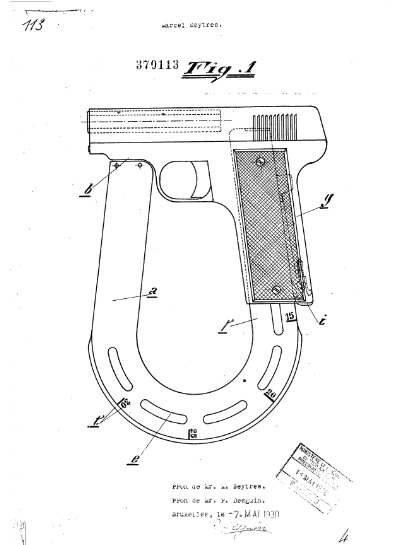
Patent- zeichnung
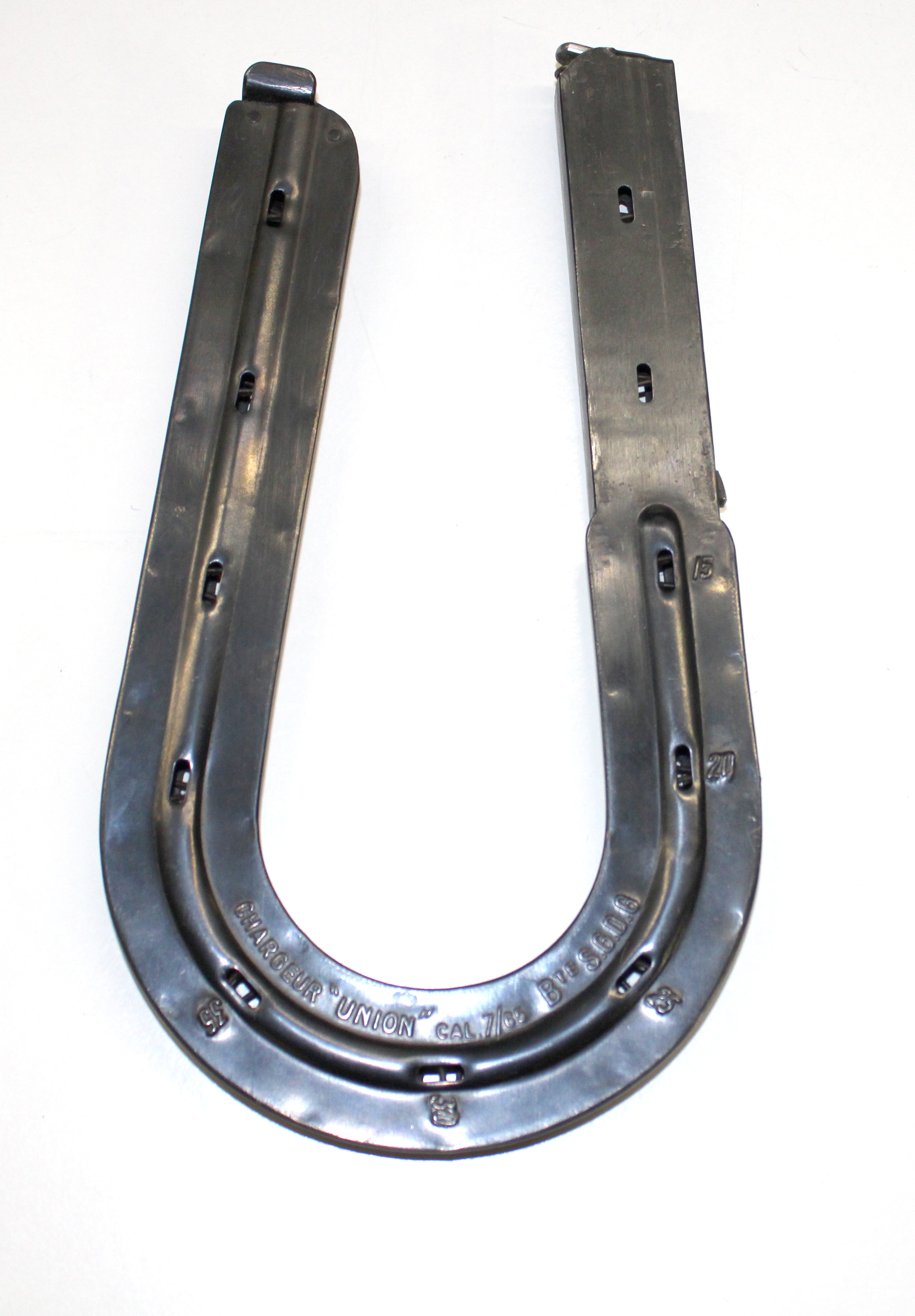
Hufeisen- magazin
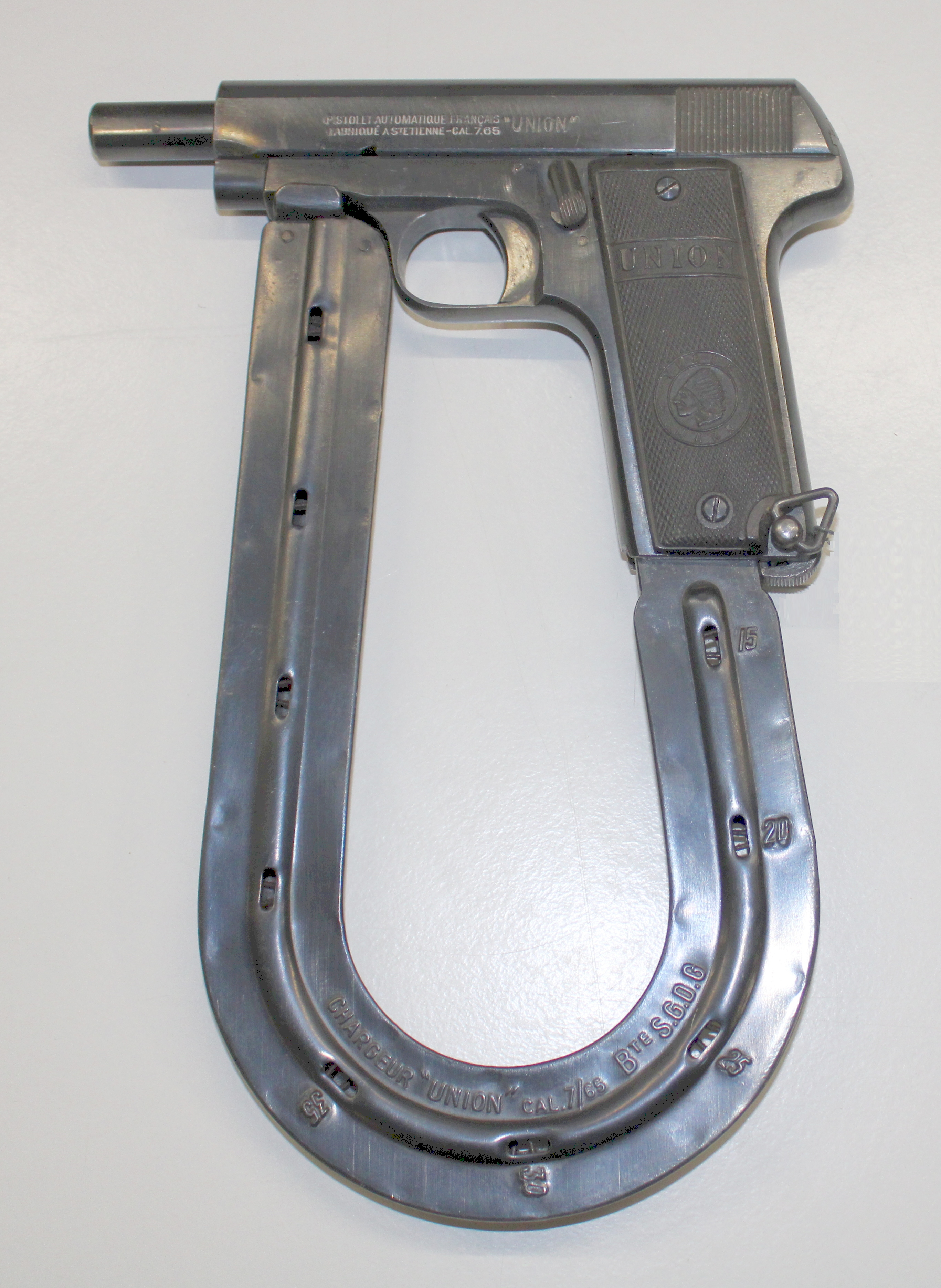
Pistole mit Magazin
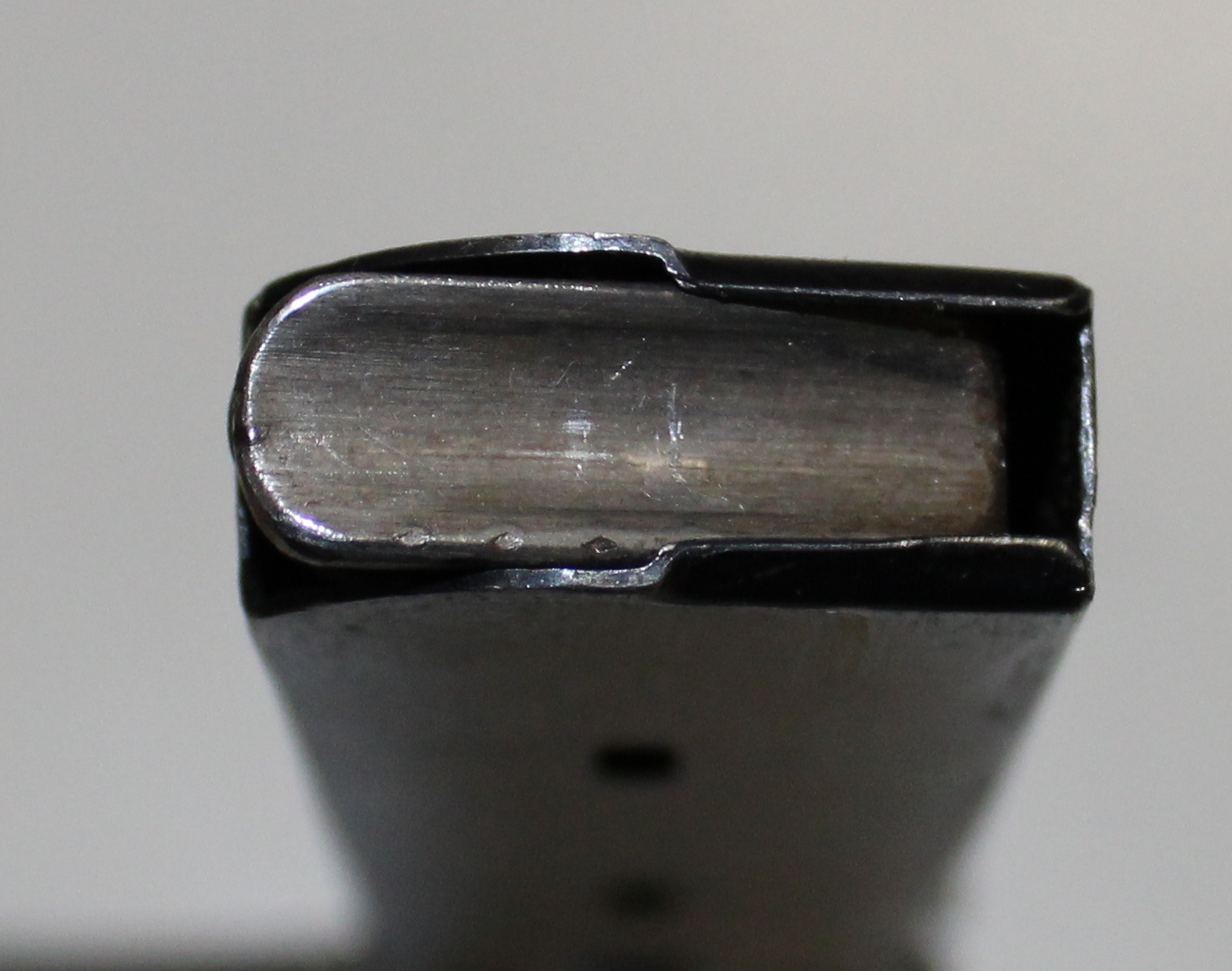
Laderampe des Magazins
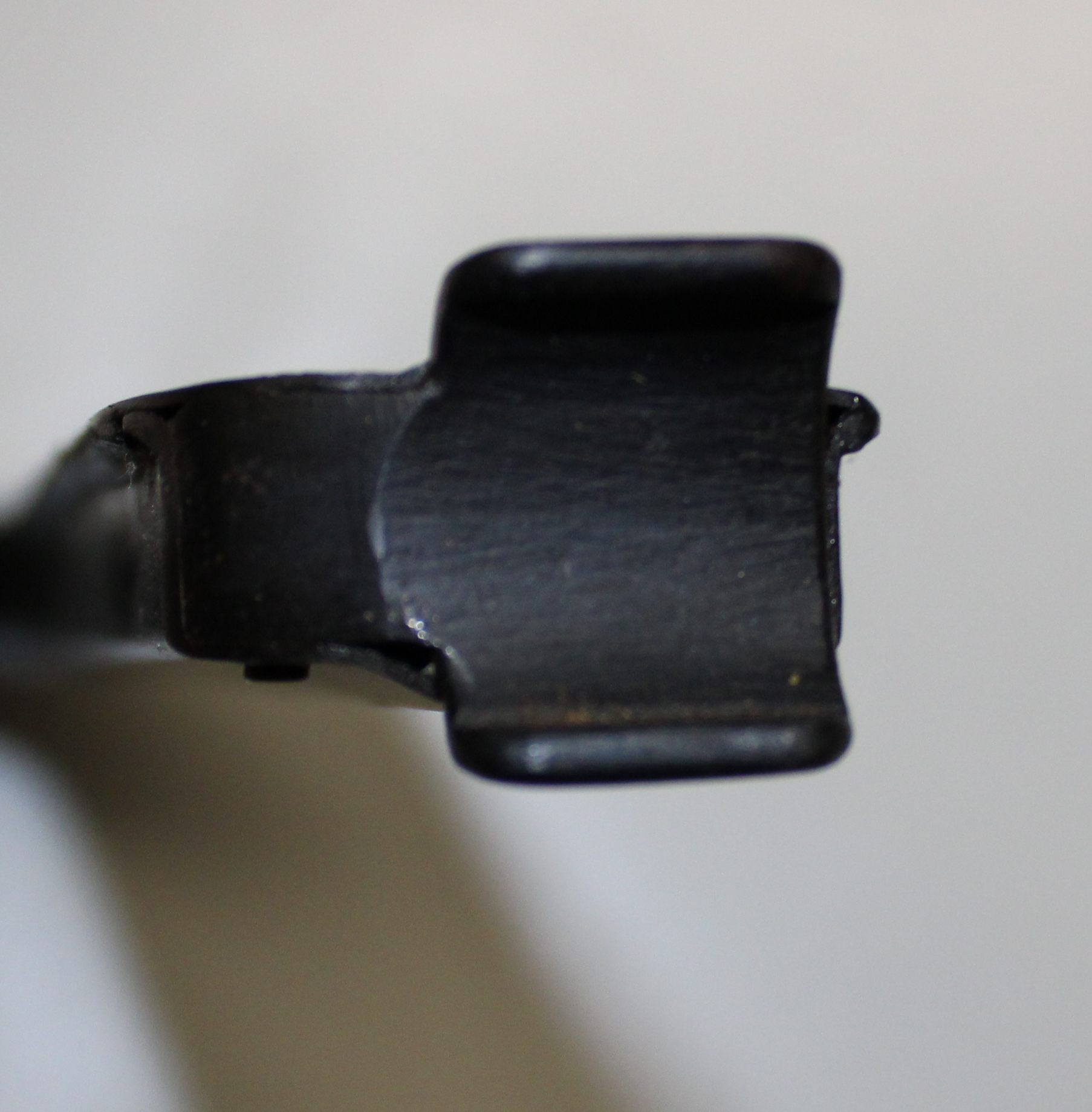
Stützelement am Magazin

## Verbleib und museale Rezeption
Die „UNION“-Pistolen von Seytres gelten als Raritäten, wobei Verwechselungen mit Rubypistolen von spanischen Herstellern wie „Union Armera Eibaressa, Eibar – ‚U.A.E.‘“ und „Union Fab. de Armas, Eibar – ‚Rival M1913‘“ sowie „Tomas de Urizar – ‚Union‘“ möglich sind, die ebenfalls mit der Kennzeichnung Union vertrieben wurden. Da die Seytres-Pistole mit Hufeisenmagazin nie in größeren Chargen hergestellt oder gar offiziell beim Militär eingeführt wurde, ist sie besonders selten. Eine kleine Anzahl kam in den 1980er-Jahren über ein französisches Auktionshaus auf den Sammlermarkt. 1991 erwarb der Fördererverein der Wehrtechnischen Studiensammlung in Koblenz aus einer Privatsammlung ein Exemplar, das in der Ausstellung mit der Inventarnummer 8.046 gezeigt wird. Mit der Inventarnummer 2009.0.484 findet sich im Musée d’Art et d’Industrie de Saint-Étienne eine kleinere Pistole von Seytres mit der Seriennummer 42, deren besonderes Merkmal eine Handballensicherung ist. Mit der Inventarnummer 2009.0.488 und der Seriennummer 1152 findet sich im gleichen Museum eine weitere dieser kleinen Pistolen ohne Handballensicherung.

## Patent-Informationen
- Patent  FR693501: Chargeur spécial pour pistolet automatique avec appareil de garnissage indépendant. Veröffentlicht am 21. November 1930, Erfinder: Marcel Seytres.‌
- Patent  FR704787: Chargeur transversal en pour pistolet automatique. Veröffentlicht am 26. Mai 1931, Erfinder: Marcel Seytres.‌
- Patent  FR750906: Sûreté pour pistolet automatique agissant par poussoir arrière mobile. Veröffentlicht am 22. August 1933, Erfinder: Marcel Seytres.‌
- Patent  FR795210: Dégagement mécanique de la gâchette, des pistolets automatiques pour former une sûreté automatique auxiliaire. Veröffentlicht am 9. März 1936, Erfinder: Marcel Seytres.‌
- Patent  FR818566: Pistolet automatique, avec commande auxiliaire assurant à volonté le tir alterné ou continu. Veröffentlicht am 29. September 1937, Erfinder: Marcel Seytres.‌